# Peremtenger

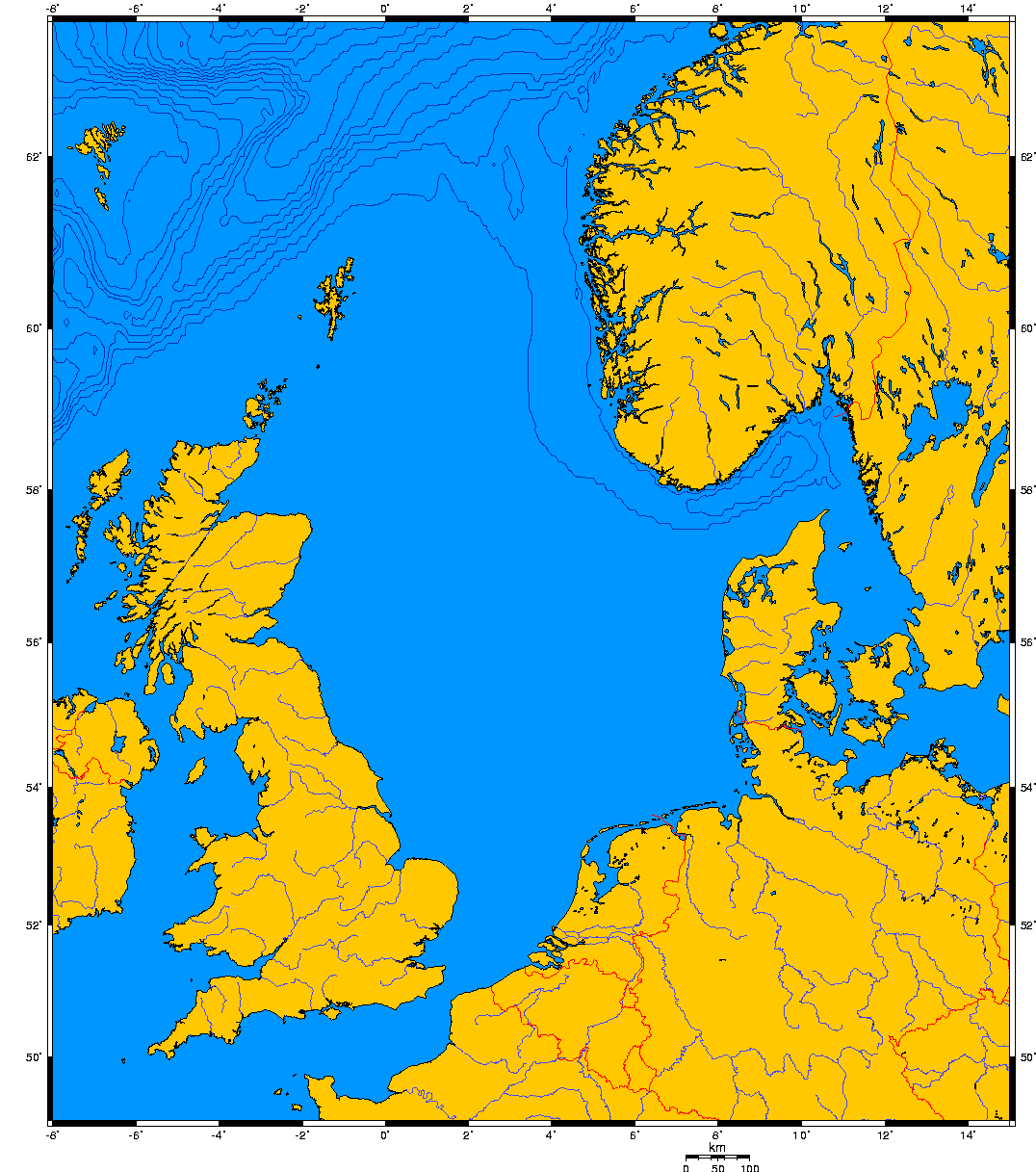
Az Északi tenger az Atlanti-óceán peremtengere, melytől a La Manche csatorna, a Brit-szigetek és a Shettland-szigetek választják el.

A peremtengerek vagy melléktengerek az óceánoknak a kontinensek közelében fekvő részei, amelyeket a nyílt óceántól félsziget, szigetív, vízfelszín alatti hátság, vagy néhány esetben csak egy képzeletbeli vonal választ el. A legtöbb peremtenger ún. selftenger, tehát a kontinentális platók tengerszint alatti részein helyezkedik el.
A peremtengereknek a beltengerekkel ellentétben nincsen saját medencéjük.
Vizük sok esetben szárazföldi talpazatot (kontinentális self) borítja.
A legismertebb peremtengerek az Északi-tenger, a Japán-tenger és a Karib-tenger.